# Łew Łewycki
Łew Łewycki herbu Rogala (ukr. Лев Леви́цький, ur. 1863, zm. 1928) – ukraiński działacz społeczny i polityczny, prawnik, sędzia w Skolem.
Od 1911 był posłem do austriackiej Rady Państwa w Wiedniu XII kadencji, od 1913 do Sejmu Krajowego Galicji X kadencji. W czasie I wojny światowej był członkiem Ogólnej Rady Ukraińskiej. W latach 1918–1919 był członkiem  Ukraińskiej Rady Narodowej.